# Funhouse (Lied)
Funhouse (englisch für „Spaßhaus“) ist ein Lied der US-amerikanischen Sängerin Pink aus dem Jahr 2008.

## Entstehung und Veröffentlichung
Das Lied wurde von der Interpretin selbst (Alecia Moore), zusammen mit Jimmy Harry und Tony Kanal, geschrieben. Die beiden Koautoren zeichneten darüber hinaus auch für die Produktion verantwortlich.
Die Erstveröffentlichung von Funhouse erfolgte als Teil des gleichnamigen Albums am 24. Oktober 2008 bei den Musiklabels LaFace Records und Zomba (Katalognummer: 88697 406492), dem fünften Studioalbum von Pink. Am 14. August 2009 erschien es als fünfte Singleauskopplung aus dem Album. Diese erschien als 2-Track-Single auf CD und als Download mit einem Remix des Liedes als B-Seite (Katalognummer: 88697 556452).

## Musikvideo
Das Musikvideo wurde unter der Regie von Dave Meyers gedreht. Es zeigt unter anderem Koautor Tony Kanal beim Klavier spielen. Im Oktober 2009 veröffentlicht, zählte es bis September 2024 über 106 Millionen Aufrufe auf der Videoplattform YouTube.

## Kommerzieller Erfolg

### Chartplatzierungen
| ChartsChartplatzierungen       | Höchstplatzierung | Wochen |
| ------------------------------ | ----------------- | ------ |
| Deutschland (GfK)              | 16 (17 Wo.)       | 17     |
| Österreich (Ö3)                | 7 (21 Wo.)        | 21     |
| Schweiz (IFPI)                 | 8 (17 Wo.)        | 17     |
| Vereinigte Staaten (Billboard) | 44 (6 Wo.)        | 6      |
| Vereinigtes Königreich (OCC)   | 11 (6 Wo.)        | 6      |

| ChartsJahrescharts (2009) | Platzierung |
| ------------------------- | ----------- |
| Deutschland (GfK)         | 82          |
| Österreich (Ö3)           | 56          |

### Auszeichnungen für Musikverkäufe
| Land/Region                  | Auszeichnungen für Musikverkäufe (Land/Region, Auszeichnung, Verkäufe) | Verkäufe  |
| ---------------------------- | ---------------------------------------------------------------------- | --------- |
| Australien (ARIA)            | 2× Platin                                                              | 140.000   |
| Kanada (MC)                  | Platin                                                                 | 80.000    |
| Neuseeland (RMNZ)            | Platin                                                                 | 15.000    |
| Vereinigte Staaten (RIAA)    | —                                                                      | 743.000   |
| Vereinigtes Königreich (BPI) | Silber                                                                 | 200.000   |
| Insgesamt                    | 1× Silber · 4× Platin ·                                                | 1.178.000 |

Hauptartikel: Pink (Musikerin)/Auszeichnungen für Musikverkäufe